# 개구리속
개구리속은 개구리과의 한 속이다.

## 하위 종
- 아무르산개구리
- 무어개구리
- 아시아개구리
- 노란발개구리
- 중국산개구리
- 한국산개구리
- 산개구리